# みんなのシアターWii
みんなのシアターWii（みんなのシアターウィー）とは、かつて富士ソフトが任天堂の家庭用ゲーム機・Wii向けに提供していたビデオ・オン・デマンドサービス。およびそのサービスを利用するためのWiiウェアである。
2009年1月27日に配信開始（当初は2008年12月予定と告知されていたが延期された）。2011年10月31日にサービスを終了。

## 概要
Wiiで初めて提供されたビデオ・オン・デマンドサービス。
配信されていた映像コンテンツは、
- アニメ
- 映画
- ドラマ
- バラエティ
- 教育
- 音楽

の計6ジャンル。サービス開始時点でのラインアップは約150タイトル計3000番組程度。その後も一か月50番組程度のペースで映像が追加されていた。

### 料金体系
配信される映像は一部を除いて有料となっており、支払いにはWiiポイントを利用した。
料金体系は次の通り。
- ちょっと見コース（2日間で1本）：300ポイント
- ベーシックコース（3日間で2本）：600ポイント
- じっくりコース（5日間で3本）：800ポイント
- ゴールドコース（2日間で1本）：300ポイント
- プラチナコース（2日間で1本）：500ポイント

なお、アニメや特撮など1番組（1話）あたりの時間が短いものは、3番組（3話）から4番組（4話）で1本分となっていた。

### 映像
- 映像フォーマット：非公開
- 解像度：VGA（640×480）程度
- ビットレート：1.3M - 2Mbps程度
- 配信方式：ストリーミング形式

## 配信されていた動画タイトル
2009年7月15日時点のもの。

### アニメ
全話無料
- なぞなぞう

1話目のみ無料
- あらいぐまラスカル
- ARIA The ANIMATION
- 鉄腕アトム（新）

1話目の一部のみ無料
- 愛少女ポリアンナ物語
- 愛の若草物語
- 赤毛のアン
- 家なき子レミ
- アルプス物語 わたしのアンネット
- ジャングル大帝 劇場版
- 小公子セディ
- 小公女セーラ
- 大草原の小さな天使 ブッシュベイビー
- タイムボカンシリーズ ヤッターマン
- 釣りキチ三平
- トム・ソーヤーの冒険
- トラップ一家物語
- 母をたずねて三千里
- ピーターパンの冒険
- ふしぎな島のフローネ
- ふしぎなメルモ（リニューアル）
- ブラックジャック
- フランダースの犬
- ペリーヌ物語
- 七つの海のティコ
- 牧場の少女カトリ
- 南の虹のルーシー
- 名犬ラッシー
- リボンの騎士
- ロミオの青い空
- 若草物語 ナンとジョー先生

有料
- 愛少女ポリアンナ物語
- 愛の学校クオレ物語
- 愛の若草物語
- 赤毛のアン
- あしたへアタック!
- ASTROBOY 鉄腕アトム特別編
- アニメでじゅげむ
- アニメ80日間世界一周
- あまつき
- アリソンとリリア
- 或る旅人の日記
- アラビアンナイト シンドバットの冒険
- アルプス物語 わたしのアンネット
- 家なき子レミ
- 一球さん
- ガッチャマンOVA
- キャシャーンOVA
- GO!GO!カートくん
- こぐまのミーシャ
- コミカル・イソッピ
- 小公女セーラ
- 新造人間キャシャーン
- シートン動物記 くまの子ジャッキー
- シートン動物記 りすのバナー
- ジャングル大帝 劇場版
- ジャングルブック・少年モーグリ
- 少年陰陽師
- 女王陛下のプティアンジェ
- スケアクロウマン SCARECROWMAN THE ANIMATION
- タイムボカン王道復古
- タイムボカンシリーズ ヤッターマン
- 太陽の王子 ホルスの大冒険
- 戦え!超ロボット生命体トランスフォーマー
- 大草原の小さな天使 ブッシュベイビー
- 超合体魔術ロボ ギンガイザー
- 釣りキチ三平
- トッポ・ジージョ
- トム・ソーヤーの冒険
- トラップ一家物語
- とんでも戦士ムテキング
- ドカベン
- 七つの海のティコ
- 猫ラーメン
- NORABBITS'MINUTES
- のらみみ
- ハクション大魔王
- 白蛇伝
- 白鳥の湖
- はじめの一歩
- はじめの一歩（TVスペシャル/OVA）
- 破天荒遊戯
- 母をたずねて三千里
- パルムの樹
- ピコリーノの冒険
- ピーターパンの冒険
- ふしぎなコアラ・ブリンキー
- ふしぎな島のフローネ
- ふしぎなメルモ（リニューアル）
- ふしぎの国のアリス
- フランダースの犬
- ブラック・ジャック
- ブロッカー軍団IVマシーンブラスター
- ペリーヌ物語
- ぽかぽか森のラスカル
- 牧場の少女カトリ
- マッハガール
- マッハGoGoGo
- みずいろ
- みつばちマーヤの冒険
- 南の虹のルーシー
- 未来少年コナン
- 名犬ラッシー
- 燃えろ!トップストライカー
- 野球狂の詩
- やなせたかしメルヘン劇場
- 夢見るトッポ・ジージョ
- よばれてとびでて!アクビちゃん
- よろしくメカドック
- リトル・エル・シドの冒険
- リボンの騎士
- ロミオの青い空
- 若草のシャルロット
- 若草物語 ナンとジョー先生
- 私のあしながおじさん
- ワンワン三銃士

### 映画
有料
- 愛と追憶の日々
- ある愛の詩
- 続ある愛の詩
- 嵐が丘
- イーグル・アイ
- 遺産相続
- 一心太助 天下の一大事
- ウエスタン
- 宇宙戦争
- 右門捕物帖 まぼろし燈篭の女
- 大奥絵巻
- 男の闘い
- 仮面ライダーアギト PROJECT G4
- 仮面ライダーBLACK 恐怖！悪魔峠の怪人館
- 仮面ライダーV3対デストロン怪人
- がんばれ!ベアーズ ニュー・シーズン
- 空海
- グリース2
- クロコダイル・ダンディー
- クロコダイル・ダンディー2
- 化粧師 KEWAISHI
- 恋におちて
- サイボーグ009 超銀河伝説
- ザ・ファントム
- ジョージアの日記/ゆーうつでキラキラな毎日
- ジェネレーションズ/STAR TREK
- 集団左遷
- 湘南爆走族
- 新幹線大爆破
- スケバン刑事
- スケバン刑事 風間三姉妹の逆襲
- スター・トレック／叛乱
- スター・トレック3/ミスター・スポックを探せ！
- スター・トレック5/新たなる未知へ
- 空飛ぶゆうれい船
- それから
- 超新星フラッシュマン
- 黄昏
- 月を追いかけて
- つみきのいえ
- ティファニーで朝食を
- 点と線
- トップシークレット
- トレッキーズ スター・トレック万歳!
- 長靴をはいた猫
- 二百三高地
- 野菊の墓
- 裸の銃（ガン）を持つ男PART33 1/3／最後の侮辱
- 旗本退屈男
- ひばり・チエミのおしどり千両傘
- ファースト・コンタクト/STAR TREK
- 冬の華
- 星の王子さま
- ホット・ロッド/めざせ!不死身のスタントマン
- BEST GUY ベストガイ
- Mr.ボディガード/学園生活は命がけ!
- 水戸黄門（1978）
- 野蛮人のように
- ラブ・ストーリーを君に

以下、ワーナー・ブラザース作品
- チャーリーとチョコレート工場
- ポーラー・エクスプレス
- コンタクト
- ヤァヤァ・シスターズの聖なる秘密
- スクービー・ドゥー
- スペース・ジャム
- リトル・プリンセス 小公女
- 2001年宇宙の旅
- フーズ・ザット・ガール
- 名犬ラッシー ラッシーの勇気
- キャッツ&ドッグス
- フリー・ウィリー
- ショーシャンクの空に
- ユー・ガット・メール
- マディソン郡の橋
- スウィート・ノベンバー
- ボディーガード
- グーニーズ
- チェイシング・リバティ
- フォーエヴァー ヤング
- 理想の恋人.com
- 愛に迷った時
- 恋愛適齢期
- マイ・ビッグ・ファット・ウェディング
- スーパーマンIV 最強の敵
- ラスト サムライ
- カンガルー・ジャック
- バットマン ビギンズ
- スーパーマン
- デンジャラス・ビューティー2
- ワイルド・ワイルド・ウエスト
- 酔拳2
- 燃えよドラゴン
- カサブランカ
- エデンの東
- イマジン/ジョン・レノン
- ジミ・ヘンドリックス
- ラウンド・ミッドナイト
- レッド・ツェッペリン 狂熱のライヴ
- デンジャラス・ビューティー
- オズの魔法使
- 僕の大事なコレクション
- シティ・オブ・エンジェル
- ネバーエンディング・ストーリー 第2章
- プリンス/グラフィティ・ブリッジ
- フェーム
- ビッグ ウェンズデー
- シンデレラ・ストーリー
- 旅するジーンズと16歳の夏/トラベリング・パンツ
- バットマン
- 旅するジーンズと19歳の旅立ち
- 最後の初恋
- ベンジャミン・バトン 数奇な人生
- キット・キトリッジ アメリカン・ガール・ミステリー

### ドラマ
トレーラー
- 超・仮面ライダー電王&ディケイド NEOジェネレーションズ 鬼ヶ島の戦艦

有料
- 宇宙刑事ギャバン
- ULTRASEVEN X
- 仮面ライダーアギト
- 仮面ライダーカブト
- 仮面ライダークウガ
- 仮面ライダー電王
- 仮面ライダー響鬼
- 仮面ライダー555
- 仮面ライダーV3
- 仮面ライダー剣
- 仮面ライダー龍騎
- キカイダー01
- 人造人間キカイダー
- 星獣戦隊ギンガマン
- 超新星フラッシュマン
- 百獣戦隊ガオレンジャー
- 魔弾戦記リュウケンドー

### バラエティ
トレーラー（無料）
- 永遠なる500系
- JR西日本223系スペシャル
- JR東日本 鉄道ファイル 別冊1
- JR東日本 鉄道ファイル 別冊2
- JR東日本 鉄道ファイル 別冊3
- 0系 1964-2008

本人コメント映像（無料）
- U字工事 北関東ナンバーワン！

有料
- イエローサブリミナル
- 永遠なる500系
- 江連忠の出直しゴルフレッスン
- JR西日本223系スペシャル
- JR東日本 鉄道ファイル 別冊1
- JR東日本 鉄道ファイル 別冊2
- JR東日本 鉄道ファイル 別冊3
- スイスの鉄道 氷河急行の旅
- 0系 1964-2008
- プロジェクトX〜挑戦者たち〜
- U字工事 北関東ナンバーワン!

### 教育
有料
- 赤ちゃんとおしゃべりできる!ベビーサイン
- アルクのabc
- きょうのおはなしシリーズ（ももたろう、はだかのおうさま等17話）

### 音楽
有料
- U2／魂の叫び